# Левин, Андрей Михайлович
Андрей Михайлович Левин (род. 24 июня 1962) — российский математик, профессор НИУ ВШЭ.

## Биография
Родился в семье радиофизика Михаила Львовича Левина (1921—1992) и математика Натальи Михайловны Леонтович (род. 1934), дочери физика М. А. Леонтович.
Окончил Московский государственный университет им. М. В. Ломоносова (1983, механико-математический факультет, специальность: математика) и аспирантуру МГУ (1987).
Кандидат физико-математических наук, тема диссертации «Суперсимметричные эллиптические кривые», год защиты: 1988, специальность: 01.01.06 (алгебра, логика, теория чисел).
С марта 1987 по август 2010 г. младший научный сотрудник, научный сотрудник, старший научный сотрудник Института океанологии имени П. П. Ширшова РАН.
С сентября 2010 г. профессор НИУ ВШЭ. Заместитель заведующего Международной лаборатории зеркальной симметрии и автоморфных форм ВШЭ.
Научные интересы: алгебраическая геометрия: алгебраические кривые, теория Ходжа, конформные теории и системы Хитчина, полилогарифмы и модулярные формы.
Доктор физико-математических наук, тема диссертации «Эллиптические полилогарифмы. Общая теория и приложения», год защиты: 2020, специальность: 01.01.06 (алгебра, математическая логика, теория чисел).

## Список публикаций
Недавние публикации:
- A. Levin, M. Olshanetsky, A. Zotov, «Yang-Baxter equations with two Planck constants», J. Phys. A: Math. Theor., 49:1 (2016), 14003 , 19 pp., Exactly Solved Models and Beyond: a special issue in honour of R. J. Baxter’s 75th birthday, arXiv: 1507.02617
- А. М. Левин, М. А. Ольшанецкий, А. В. Зотов, «Геометрия расслоений Хиггса над эллиптическими кривыми, связанная с автоморфизмами простых алгебр Ли, системы Калоджеро-Мозера и уравнения Книжника-Замолодчикова-Бернара», ТМФ, 188:2 (2016), 185—222
- Andrey Levin, Mikhail Olshanetsky, Andrei Zotov, «Noncommutative extensions of elliptic integrable Euler-Arnold tops and Painlevé VI equation», J. Phys. A: Math. Theor., 49:39 (2016), 395202 , 26 pp., arXiv: 1603.06101
- G. Aminov, A. Levin, M. Olshanetsky, A. Zotov, «Classical integrable systems and Knizhnik-Zamolodchikov-Bernard equations», JETP Letters, 101:9 (2015), 648—655
- А. М. Левин, М. А. Ольшанецкий, А. В. Зотов, «Квантовые RR-матрицы Бакстера-Белавина и многомерные пары Лакса для уравнения Пенлеве VI», ТМФ, 184:1 (2015), 41-56
- А. М. Левин, М. А. Ольшанецкий, А. В. Зотов, «Классификация изомонодромных задач на эллиптических кривых», УМН, 69:1(415) (2014), 39-124
- A. Levin, M. Olshanetsky, A. Zotov, «Classical integrable systems and soliton equations related to eleven-vertex RR-matrix», Nuclear Physics B, 887 (2014), 400—422 , arXiv: 1406.2995